# لیک لورلی، اوهایو
لیک لورلی (به انگلیسی: Lake Lorelei) یک منطقهٔ مسکونی در ایالات متحده آمریکا است که در شهرستان براون، اوهایو واقع شده‌است. لیک لورلی ۶٫۳۵ کیلومتر مربع مساحت و ۱٬۱۷۰ نفر جمعیت دارد و ۲۸۱٫۹۴ متر بالاتر از سطح دریا واقع شده‌است.